# エアボーン (バンド)
エアボーン（英語: Airbourne）は、オーストラリア出身のハードロック・バンド。
母国のビッグネーム「AC/DC」を彷彿させる、骨太型ハードロックを展開している。

## 概要・略歴

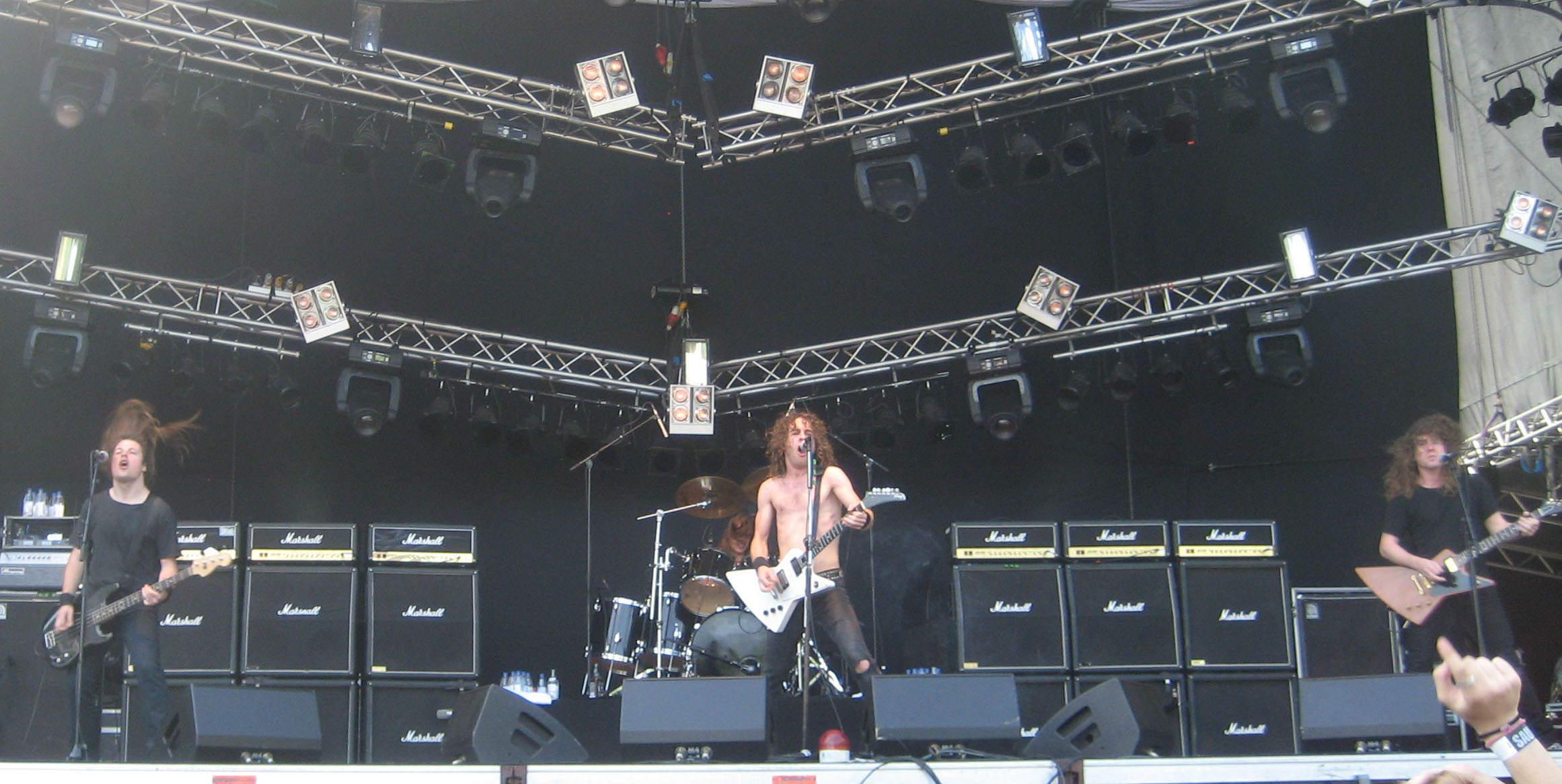
フィンランド・タンペレ公演 (2008年6月)

ウォーナンブール出身のオキーフ兄弟を中心に、2001年頃から地元で活動を始める。
2003年に拠点をメルボルンに移し、ハードロック・バンド「エアボーン」を結成。
2004年にリリースしたEP「Ready to Rock」などが高い評価を受けて争奪戦の末、2007年に大手レーベル「ロードランナー・レコード」、母国では「EMI」と契約。同年に1stアルバム『Runnin' Wild』でメジャーデビュー。
2008年、同アルバムが各国のチャートで上位にランクインし、最終的にイギリスのシルバー賞を獲得するなど各賞を受賞する。同年に初来日し、HR/HMフェス『LOUD PARK 08』に出演。
2010年リリース2ndアルバム『No Guts, No Glory』、2013年リリース3rdアルバム『Black Dog Barking』が、米ビルボードチャート100位以内にランクイン。
2016年、4thアルバム『Breakin' Outta Hell』をリリース。

## メンバー
※2019年8月時点 

### 現ラインナップ
- ジョエル・オキーフ (Joel O'Keeffe) - ボーカル/リードギター (2003- )
- マット・ハリソン (Matt "Harri" Harrison) - リズムギター (2017- )
- ジャスティン・ストリート (Justin Street) - ベース (2004- )
- ライアン・オキーフ (Ryan O'Keeffe) - ドラムス (2003- )

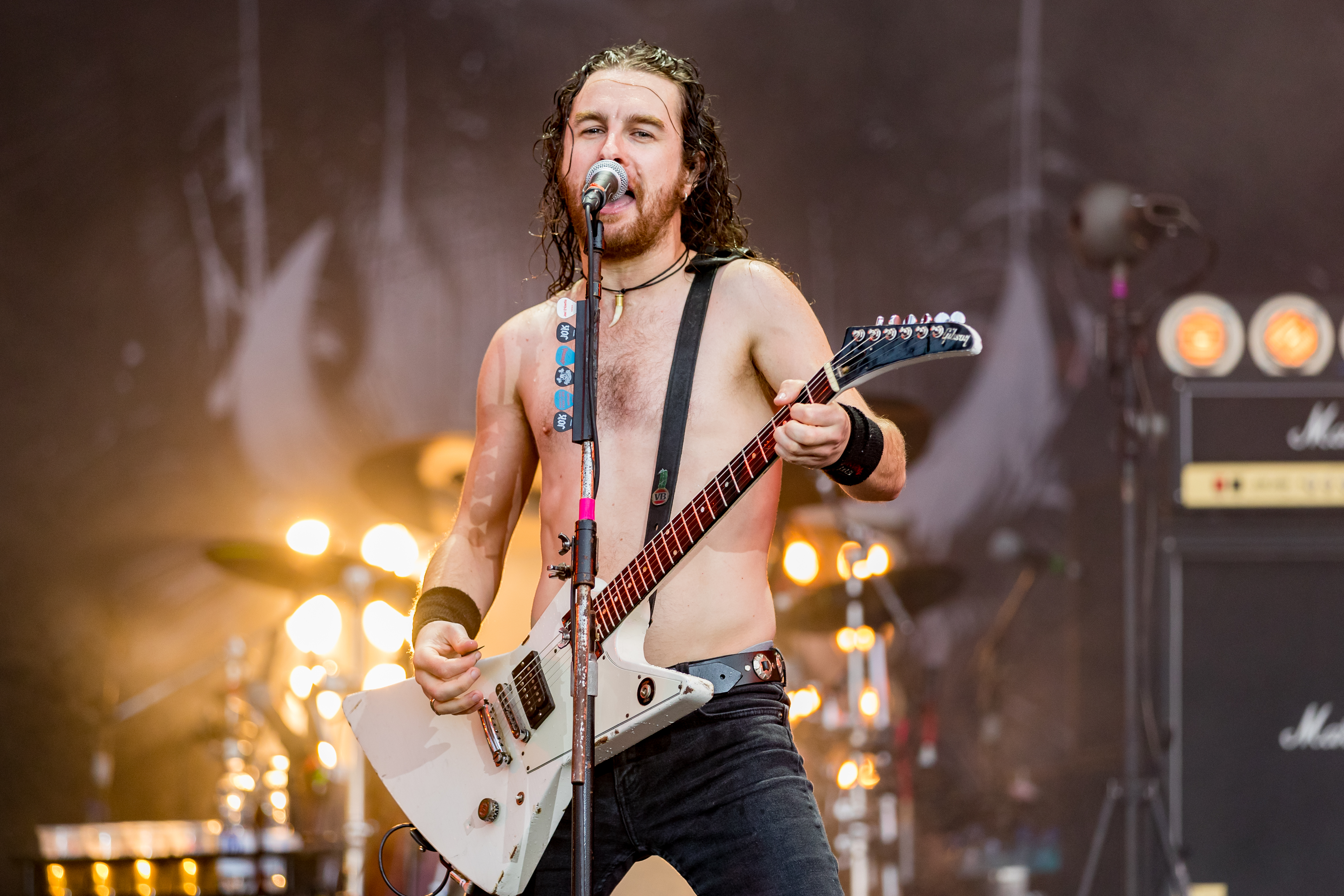
ジョエル・オキーフ(Vo/G) 2019年
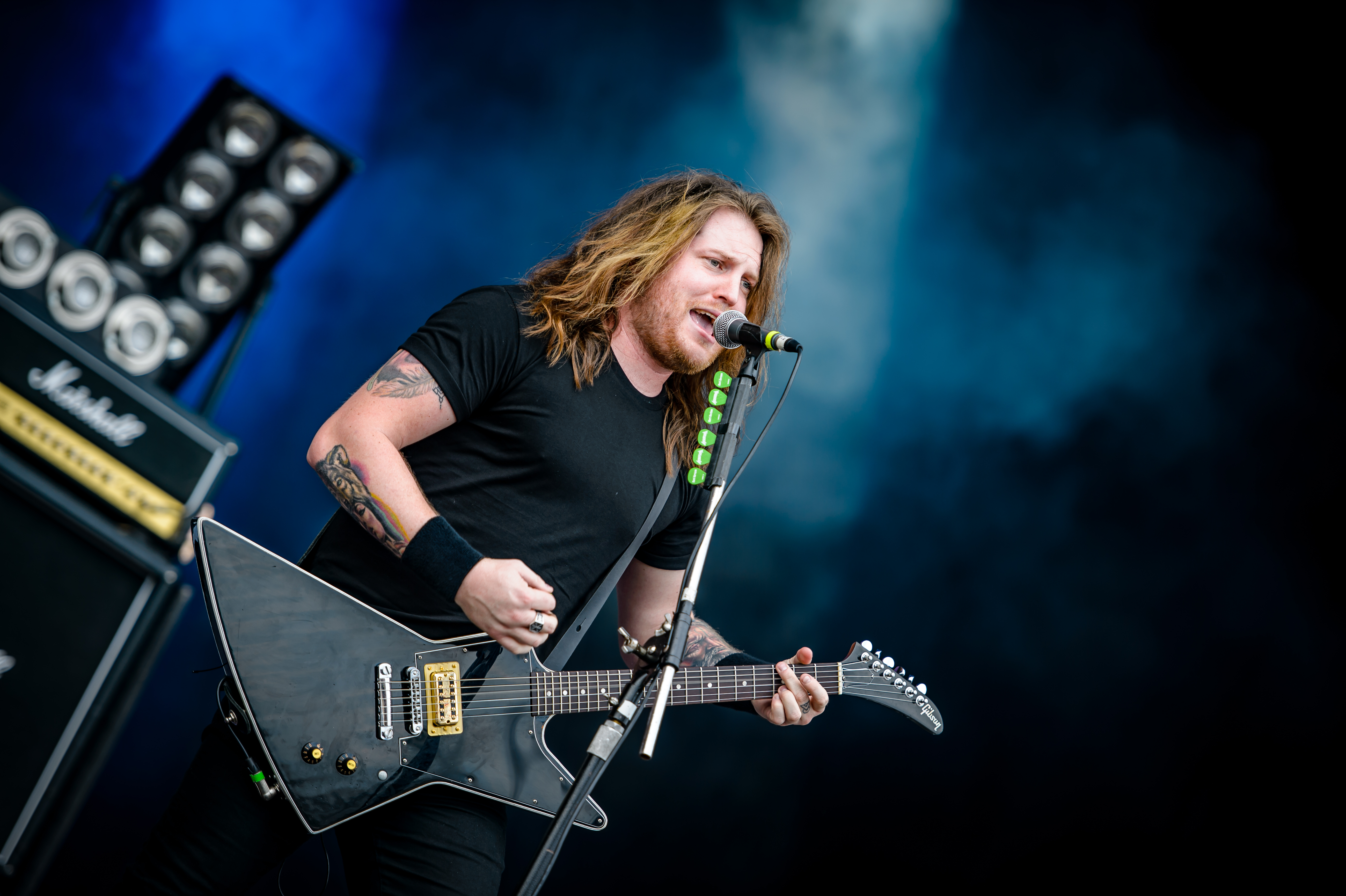
マット・ハリソン(G) 2017年
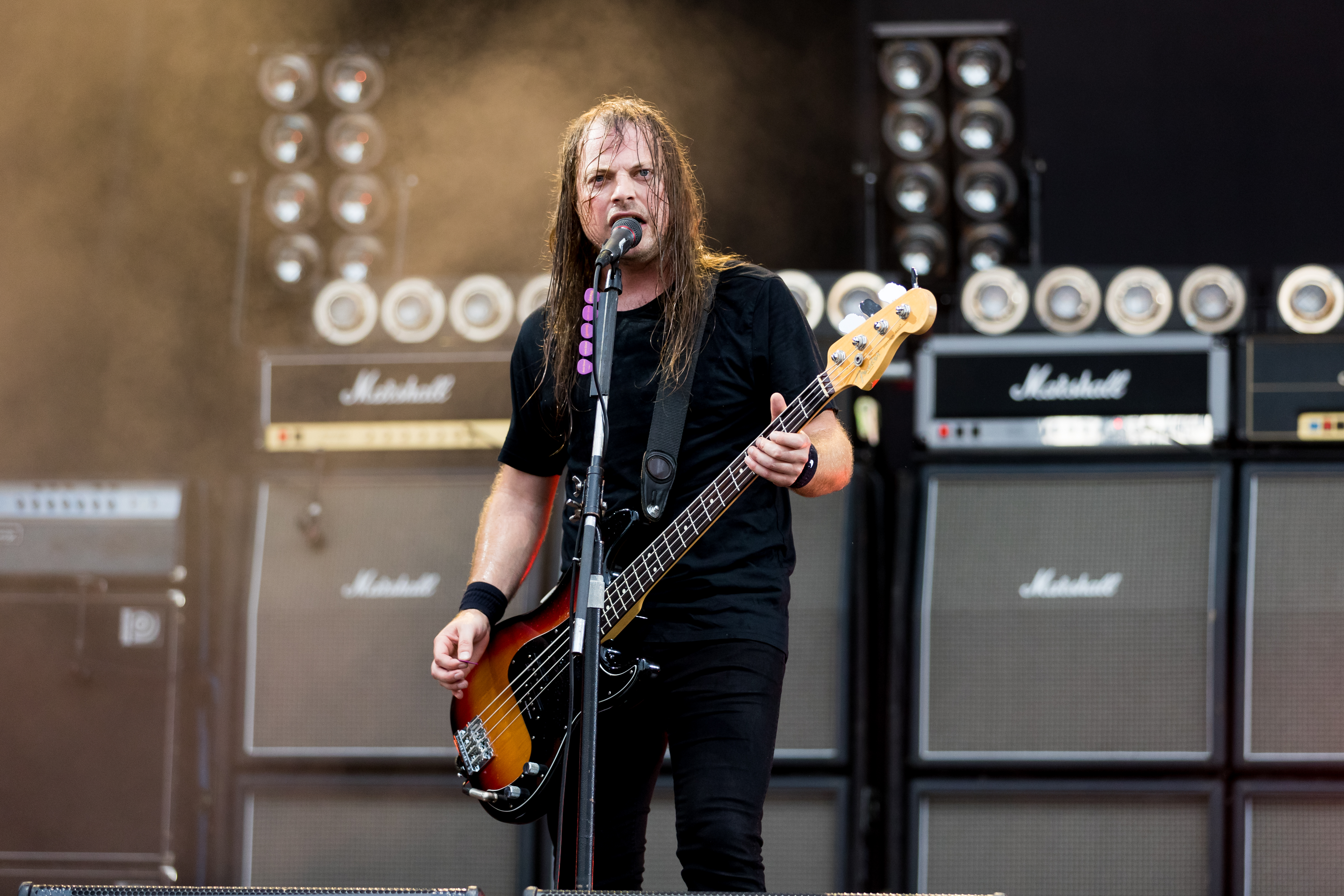
ジャスティン・ストリート(B) 2019年
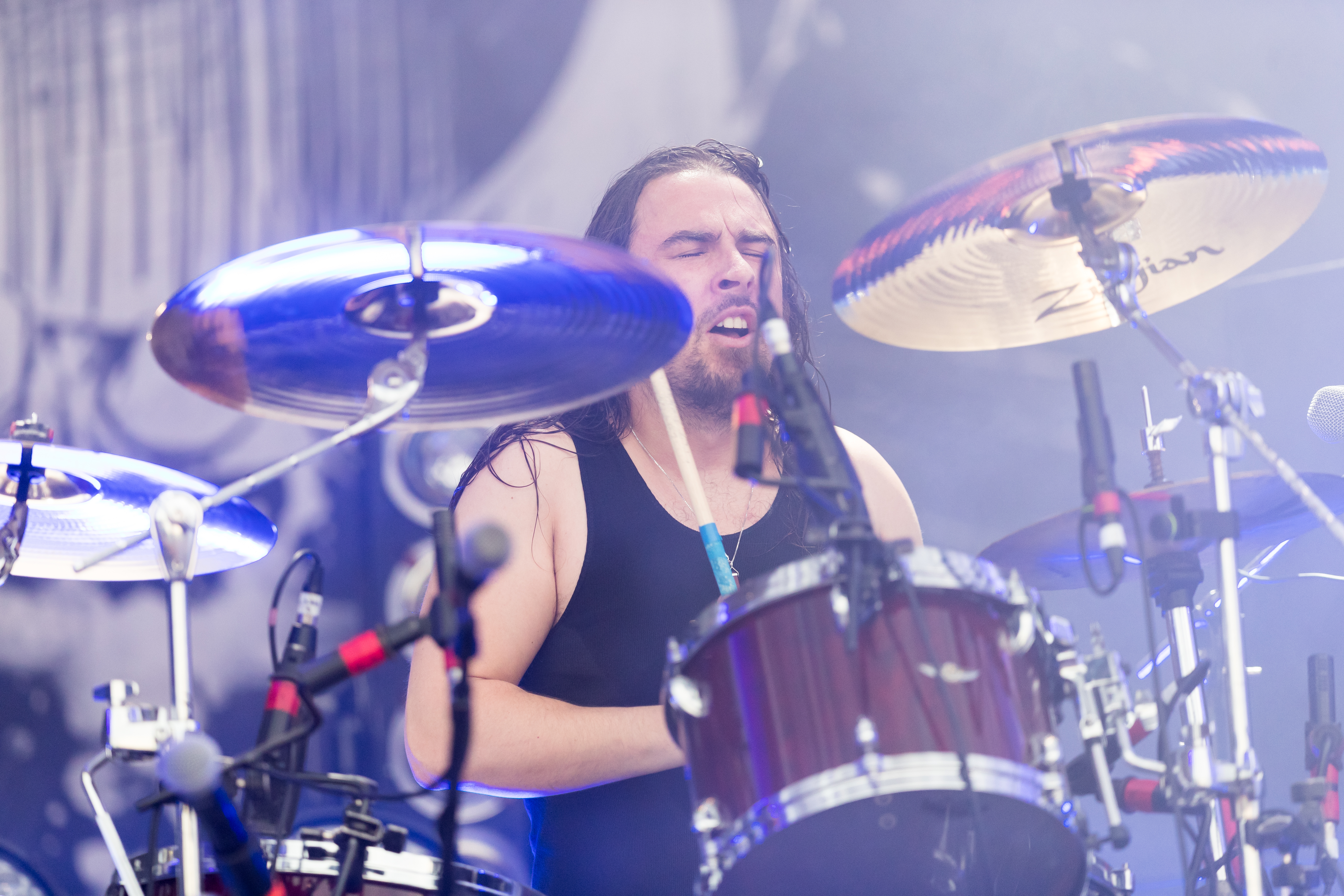
ライアン・オキーフ(Ds) 2019年

### 旧メンバー
- アダム・ヤコブソン (Adam Jacobson) - ベース (2003-2004)
- デヴィッド・ローズ (David Roads) - リズムギター (2003-2017)

## ディスコグラフィ

### アルバム
- Runnin' Wild (2007)
- No Guts, No Glory 〜 栄光への闘争 (2010)
- Black Dog Barking (2013)
- Breakin' Outta Hell (2016)

その他
- Ready to Rock (2004) - EP
- Live at the Playroom (2007) - ライブアルバム

### シングル
- Too Much, Too Young, Too Fast
- Runnin' Wild
- Diamond in the Rough